# معركة كوكب
معركة كوكب أو الهجوم على كوكب هي معركة وقعت في 30 سبتمبر 1918م عند قرية كوكب بالقرب من دمشق في سوريا زمن الدولة العثمانية وتمثل هذه المعركة جزء من الحرب العالمية الأولى .